# 愛與懷疑
《愛與懷疑》（英語：Love & Distrust）是一部2010年的非電影院首映爱情电影，主演包括羅伯·派汀森、艾美·亞當斯、山姆·沃辛頓、小勞勃·道尼和詹姆斯·法蘭科。该片由五个不一的短片构成，讲述了八个来自不同背景的人在追寻真正的幸福过程中的故事。